# Vincent Soler
Pour les articles homonymes, voir Soler.
Vincent Soler, né le 7 juin 1928 à Zéralda (Algérie française) et mort le 18 août 2012 à Cavaillon (Vaucluse), est un coureur cycliste français, professionnel de 1951 à 1953.

## Biographie
Issu d'une famille de pieds-noirs, il rentre en France avec sa famille en 1961 à Cavaillon.

## Palmarès
- 1951
  - 2e du Grand Prix de Constantine et des Zibans

## Résultats sur les grands tours

### Tour de France
2 participations
- 1951 : hors délai (7e étape)
- 1952 : 77e